# Tingotingo porotiti
Espèce
Tingotingo porotiti est une espèce d'araignées aranéomorphes de la famille des Malkaridae.

## Distribution
Cette espèce est endémique de Nouvelle-Zélande. Elle se rencontre sur l'île du Nord dans les régions de Wellington et de Manawatu-Wanganui.

## Description
Le mâle holotype mesure 2,63 mm et la femelle paratype 3,17 mm.

## Publication originale
- Hormiga & Scharff, 2020 : The malkarid spiders of New Zealand (Araneae: Malkaridae). Invertebrate Systematics, vol. 34, no 4, p. 345-405.